# شبه جزيرة أونيغا

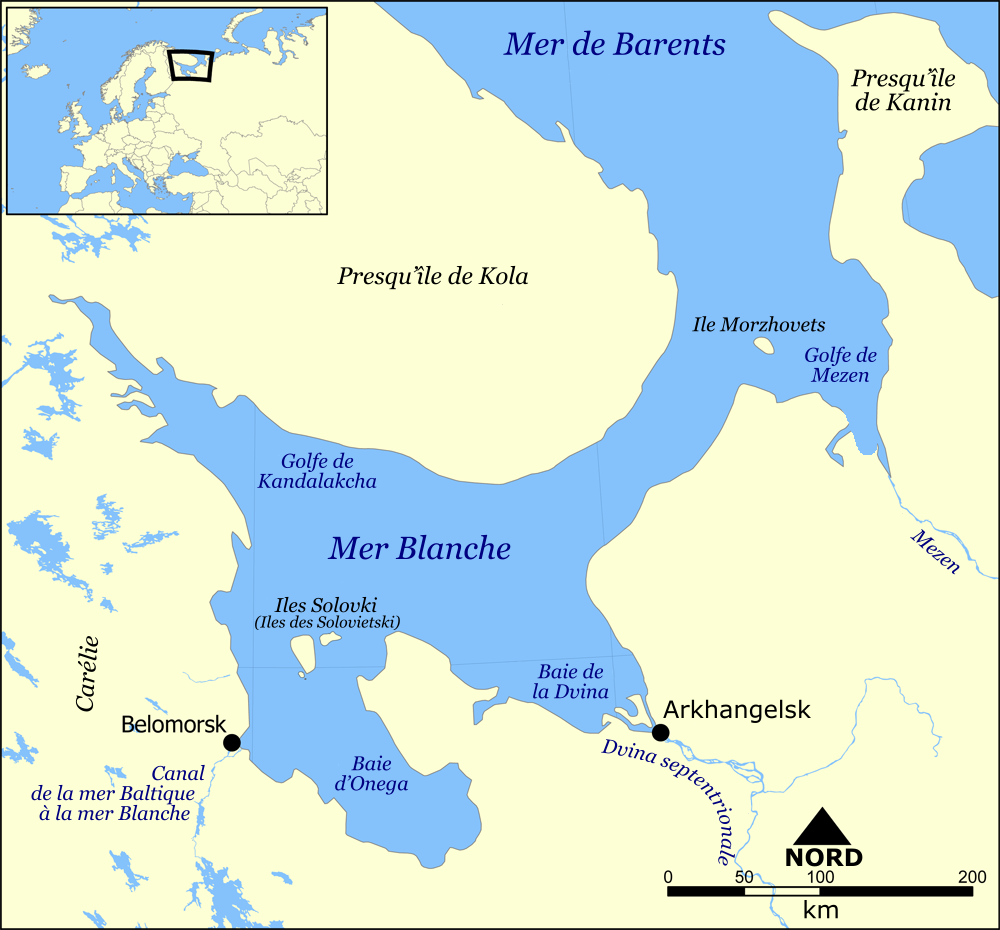
شبه جزيرة أونيغا على خريطة البحر الأبيض

شبه جزيرة أونيغا (باللغة الروسية Онежский полуостров) شبه جزيرة في البحر الأبيض تتبع إداريا إقليم أوبلاست أرخانجيلسك في روسيا. بين خليج أونيغا إلى الجنوب الغربي وخليج دفينا إلى الشمال الشرقي. يبلغ طول شبه الجزيرة حوالي 150 كم وعرضها بين 60 كم و 75 كم.